# Thái Cơ
Thái Cơ (1934 - 2004) là một nhạc sĩ Việt Nam, được biết tới với những ca khúc Rặng trâm bầu, Qua bến đò Quan, Khi thành phố lên đèn, Hát với con đê quê hương, Hà Nội tôi yêu...

## Tiểu sử
Nhạc sĩ Thái Cơ tên khai sinh là Đậu Vũ Như, sinh năm 1934, quê nay ở xã Tây Tiến huyện Tiền Hải, Thái Bình.
Trong thời kỳ kháng chiến chống Pháp, ông đã tham gia hoạt động văn nghệ. Năm 1953, ông nhập ngũ và hoạt động trong Đội văn nghệ của Trung đoàn 55 (Quân khu 4). Năm 1956, ông làm diễn viên của Đoàn Văn công Tổng cục Chính trị. Năm 1958, ông được chuyển về Nhà máy Gỗ Cầu Đuống làm công tác tuyên huấn. Tại đây, ông có sáng tác đầu tay là ca khúc Tiếng còi thi đua. Ca khúc này đã đoạt giải nhì của Hội Nhạc sĩ Việt Nam, giải nhất của Sở Văn hóa - Thông tin Hà Nội. Năm 1961, ông là cán bộ biên tập âm nhạc của Nhà xuất bản Văn hóa (sau này là Nhà xuất bản Âm nhạc).
Năm 1972, ông sáng tác các ca khúc Rặng trâm bầu, Qua bến đò Quan, Khi thành phố lên đèn. Từ đó, tên tuổi Thái Cơ và nhạc phẩm của ông mới thật sự truyền lan rộng khắp. Khi sáng tác Rặng trâm bầu, ông chưa hề nhìn thấy tận mắt một rặng trâm bầu nào, và khi sáng tác Qua bến đò Quan ông cũng chưa một lần đặt chân tới bến đò Quan. Tuy nhiên hai ca khúc trên lại là những tác phẩm thành công.
Có một thời, ông đã nổi lên cùng một số nhạc sĩ đồng nghiệp nổi tiếng cùng ở Nhà xuất bản Âm nhạc: An Chung, Thái Cơ, Xuân Giao, Lương Vĩnh (trước đó là Tô Hải, Hoàng Hiệp...). Ông là tác giả của nhiều bài hát được phổ biến rộng rãi trong quần chúng, đặc biệt là những bài viết về đề tài nông thôn. Có thể nói, ông là một nhạc sĩ có nhiều công lao trong việc chăm sóc và giới thiệu các tác phẩm của đồng nghiệp qua các ấn phẩm trong nhiều năm liên tục, đồng thời là một nhạc sĩ có bản sắc riêng, đặc biệt là khai thác chất liệu dân ca để làm nên những ca khúc hiện đại giàu hình tượng độc đáo.
Năm 1976, ông được bầu vào Ban chấp hành Hội văn nghệ Hà Nội cùng với các nhạc sĩ Hồ Bắc, Văn An và Hồng Hạnh và tiếp tục được bầu vào năm 1984. Năm 1990, trong Đại hội đầu tiên được tổ chức độc lập của Hội Âm nhạc Hà Nội, ông được bầu làm Chủ tịch Hội nhiệm kỳ 1990-1995, kiêm Phó Chủ tịch Hội Văn nghệ Hà Nội. Năm 1995, ông là Phó Tổng thư ký Hội Âm nhạc Hà Nội nhiệm kỳ 1995-2000.
Ngày 31 tháng 3 năm 2004, nhạc sĩ Thái Cơ qua đời.

## Tác phẩm
- Tiếng còi thi đua (1958, Giải nhì Hội Nhạc sĩ Việt Nam)
- Thư ra tiền tuyến
- Tiếng hát hậu phương
- Nón trắng trên đồng
- Rặng trâm bầu (1972)
- Qua bến đò Quan
- Khi thành phố lên đèn (1973)
- Lá xanh
- Xem rồng phun nước
- Gió lộng đất rừng
- Gửi theo anh chiến sĩ hải quân
- Đoan Hùng yêu thương
- Hà Nội tôi yêu
- Hát với con đê quê hương
- Mùa hoa đón Bác

### Sách
- Ca khúc Thái Cơ (kèm băng cassette riêng) (1996).

## Vinh danh
Nhạc sĩ Thái Cơ được trao tặng Huy chương Vì sự nghiệp âm nhạc Việt Nam. Năm 2007, nhạc sĩ được tặng Giải thưởng Nhà nước về Văn học - Nghệ thuật đợt II (cụm tác phẩm Tiếng còi thi đua, Khi thành phố lên đèn, Nón trắng trên đồng, Rặng trâm bầu, Qua bến đò Quan, Nghe tiếng trống quê hương).